# Schönebecker Operettensommer
Der Schönebecker Operettensommer ist eine seit 1997 auf der Freilichtbühne des Bierer Bergs bei Schönebeck jährlich stattfindende Operettenfestspielveranstaltung der Mitteldeutschen Kammerphilharmonie.

## Geschichte
Der Schönebecker Operettensommer wurde 1997 von dem österreichischen Regisseur Thomas Enzinger und Stefanos Tsialis gegründet, letzterer war bis 2004 Musikdirektor der Mitteldeutschen Kammerphilharmonie. Von Beginn an ist auch der Bühnenbildner Toto bei dem Open-Air-Ereignis beteiligt.
Die Spielstätte am Bierer Berg war im Gründungsjahr noch ein Provisorium, es gab lediglich einfache Holzbänke und eine kleine Hütte auf der Bühne.
Im ersten Jahr wurden insgesamt 5 Vorstellungen von Der Vetter aus Dingsda vor knapp 1600 Zuschauern gespielt. In den Jahren darauf entwickelte sich der Operettensommer zu einer erfolgreichen Veranstaltung mit stetig wachsenden Zuschauerzahlen: 2005 besuchten in insgesamt 22 Vorstellungen über 18.000 Zuschauer die Inszenierung Der Graf von Luxemburg.
Zum 10-jährigen Jubiläum wurde 2006 Die Fledermaus gespielt. Außerdem spielte die Mitteldeutsche Kammerphilharmonie unter der Leitung von Generalmusikdirektor Simonis mit den Solisten Elena Schreiber, Marion Bach, Michael Zabanoff und Frank Matthias eine Highlight-CD mit 13 Titeln aus allen bisher zu den Operetten-Festivals gezeigten Werken ein; das Booklet informiert über Geschichte und Akteure. Darüber hinaus fand erstmals eine Aufführung der aktuellen Fledermaus-Inszenierung speziell für Kinder statt. Diese kindergerechte Fassung der jährlichen Operetteninszenierung ist seitdem fester Bestandteil des Festivals.
2012 gab es erstmals eine Wiederholung im Repertoire, wie im Eröffnungsjahr 1997 präsentierte man zum 16. Operettensommer erneut Der Vetter aus Dingsda.
Regisseur Thomas Enzinger trat in vielen Inszenierungen als Schauspieler auf, wobei er sein Talent für die Komik der Rollen voll ausspielte. Das Solistenensemble setzt sich aus Sängerinnen und Sängern aus Deutschland, Schweiz, Österreich und anderen europäischen Ländern zusammen.
Seit der Gründung des Operettensommers wechselte zweimal die künstlerische Leitung des Orchesters. Bis 2004 war Stefanos Tsialis Musikdirektor der Mitteldeutschen Kammerphilharmonie. Von 2005 bis 2013 war Christian Simonis Generalmusikdirektor, seit dem Sommer 2014 hat der Holländer Gerard Oskamp diese Position übernommen.
Im Februar 2015 wurde Katharina Kutil, bisher Regieassistentin des Operettensommers, als neue Regisseurin vorgestellt. Unter Oskamps Künstlerischer Leitung übernimmt Kutil 2015 die Neuinszenierung von Benatzkys Singspiel Im weißen Rößl. Dieses war bereits 1998 im Repertoire des Operettensommers
Zur Saison 2019/2020 konnte der Dirigent Jan Michael Horstmann als neuer Generalmusikdirektor für die Mitteldeutsche Kammerphilharmonie gewonnen werden.
Pandemiebedingt musste der 24. Operettensommer mit der Produktion von Léhars Die lustige Witwe sowohl 2020 als auch 2021 verschoben werden. Im Sommer 2022 soll sie nun unter der Musikalischen Leitung von Jan Michael Horstmann und seinem Assistenten Dionysos Pantis, in der Regie von Birgit Eckenweber gezeigt werden.

## Zuschauerentwicklung
| Jahr | Vorst. | Zuschauer |
| ---- | ------ | --------- |
| 1997 | 5      | 1564      |
| 1998 | 8      | 3023      |
| 1999 | 10     | 5727      |
| 2000 | 12     | 8096      |
| 2001 | 14     | 7958      |
| 2002 | 14     | 9766      |
| 2003 | 17     | 12172     |
| 2004 | 21     | 15028     |
| 2005 | 23     | 18000     |
| 2006 | 27     | 20012     |
| 2007 | 21     | 16561     |
| 2008 | 22     | 18082     |
| 2009 | 22     | 17270     |
| 2010 | 22     | 16050     |
| 2011 | 22     | 16000     |
| 2012 | 22     | 15002     |
| 2013 | 22     | 13578     |
| 2014 | 22     | 14401     |
| 2015 | 22     | 15982     |
| 2016 | 22     | 16808     |
| 2017 | 22     | 16575     |
| 2018 | 22     | 17344     |
| 2019 | 22     | 15489     |
| 2022 | 22     |           |

## Repertoire
| Jahr | Operette                                       | Vorstellung                      |
| 1997 | Der Vetter aus Dingsda von Eduard Künneke      | 1. Schönebecker Operettensommer  |
| 1998 | Im weißen Rößl von Ralph Benatzky              | 2. Schönebecker Operettensommer  |
| 1999 | Der Vogelhändler von Carl Zeller               | 3. Schönebecker Operettensommer  |
| 2000 | Der Bettelstudent von Karl Millöcker           | 4. Schönebecker Operettensommer  |
| 2001 | Orpheus in der Unterwelt von Jacques Offenbach | 5. Schönebecker Operettensommer  |
| 2002 | Die Csárdásfürstin von Emmerich Kálmán         | 6. Schönebecker Operettensommer  |
| 2003 | Wiener Blut von Johann Strauss                 | 7. Schönebecker Operettensommer  |
| 2004 | Frau Luna von Paul Lincke                      | 8. Schönebecker Operettensommer  |
| 2005 | Der Graf von Luxemburg von Franz Lehár         | 9. Schönebecker Operettensommer  |
| 2006 | Die Fledermaus von Johann Strauss              | 10. Schönebecker Operettensommer |
| 2007 | Die lustige Witwe von Franz Lehár              | 11. Schönebecker Operettensommer |
| 2008 | Eine Nacht in Venedig von Johann Strauss       | 12. Schönebecker Operettensommer |
| 2009 | Gräfin Mariza von Emmerich Kálmán              | 13. Schönebecker Operettensommer |
| 2010 | Pariser Leben von Jacques Offenbach            | 14. Schönebecker Operettensommer |
| 2011 | Madame Pompadour von Leo Fall                  | 15. Schönebecker Operettensommer |
| 2012 | Der Vetter aus Dingsda von Eduard Künneke      | 16. Schönebecker Operettensommer |
| 2013 | Die Zirkusprinzessin von Emmerich Kálmán       | 17. Schönebecker Operettensommer |
| 2014 | Maske in Blau von Fred Raymond                 | 18. Schönebecker Operettensommer |
| 2015 | Im weißen Rößl von Ralph Benatzky              | 19. Schönebecker Operettensommer |
| 2016 | Die Fledermaus von Johann Strauss              | 20. Schönebecker Operettensommer |
| 2017 | Schwarzwaldmädel von Leon Jessel               | 21. Schönebecker Operettensommer |
| 2018 | Der Vogelhändler von Carl Zeller               | 22. Schönebecker Operettensommer |
| 2019 | Boccaccio von Franz von Suppè                  | 23. Schönebecker Operettensommer |
| 2022 | Die lustige Witwe von Franz Léhar              | 24. Schönebecker Operettensommer |
| 2023 | Das Feuerwerk von Paul Burkhard                | 25. Schönebecker Operettensommer |